# جورجو وازاری
جورجو وازاری  (ایتالیایی: Giorgio Vasari؛ ‎/vəˈsɑːri/‎؛ ‏ همچنین US: ‎/-ˈzɑːr-, vɑːˈzɑːri/‎؛ ‏ ایتالیایی: [ˈdʒordʒo vaˈzaːri]؛ زاده ۳۰ ژوئیه ۱۵۱۱ - مرگ ۲۷ ژوئن ۱۵۷۴) نقاش، نویسنده، تاریخ‌نگار و معمار اهل ایتالیا بود. شهرت امروزینش بخاطر نوشتن زندگی‌نامه هنرمندان دوره رنسانس به نام زندگی برجسته‌ترین نقاشان، پیکرتراشان و معماران به زبان ایتالیایی است که مبنای عقیدتی نگارش تاریخ هنر تلقی می‌شود.
وازاری در شهر آرتزو در توسکانی متولد شد. در سن شانزده سالگی به وسیلهٔ کاردینال لسلیویو پاسرینی به فلورانس فرستاده شد. او به گروه آندریا دل سارتو و شاگردانش، روسو فیورنتینو و جاکوپو پونتورمو که آموزش‌های انسانی آن‌ها تحسین شده‌است پیوست. او با میکل آنژ که سبک نقاشی‌اش را تحت تأثیر قرار داده بود دوست شده بود. در ۱۵۲۹ جورجو به رم رفت. جایی که دربارهٔ کارهای رافائل و دیگر هنرمندان رومی رنسانس مطالعه کرد. شیوه‌های نقاشی خود وازاری بیشترین تحسین را در طول زندگی‌اش و بعد از آن داشته‌است.

## آثار نقاشی
در سال ۱۵۴۷ او سالن مقام صدر اعظمی در پالاتزو دی لاکانسلریا در رم را با نقاشی‌های دیواری بنام سالادی سنتو گیورنی به اتمام رساند. او به‌طور مداوم توسط اعضای خانواده مدیچی در فلورانس و رم به کار گرفته می‌شد و در ناپل، آرتزو و جاهای دیگر مشغول به کار بود.
هنوز بسیاری از تصاویر او وجود دارند. مهم‌ترین نقاشی دیواری در سالادیکوسیمو در پالاتسو وکیو در فلورانس وجود دارد که او و دستیارانش در سال ۱۵۵۵ آن را کار کرده بودند و بعد از آن نقاشی‌های دیواری داخل واست کاپولا را آغاز کردند. آن‌ها توسط فدریکو زوکاری و با کمک جیوانی بالدوچی به اتمام رسیدند.
او همچنین به سازماندهی دکوراسیون استودیولو کمک کرد که اکنون در پالاتسو وکیو به هم متصل هستند. در کلیسای سانتا کروچه او برای نقاشی از ستایش مغ مسئول شد؛ که توسط پاپ پیوس پنجم در سال ۱۵۶۶ راه‌اندازی شد و در فوریه ۱۵۶۷ به پایان رسید. این نقاشی اخیراً قبل از اینکه در در نمایشگاه سال ۲۰۱۱ در رم و ناپل قرار داده شود ترمیم شد و در نهایت برنامه‌ریزی شد که آن را به کلیسای سانتا کروچه در بوسکو (در استان الکساندریا ناحیه شمال غربی ایتالیا) بازگردانند.

## آثار معماری

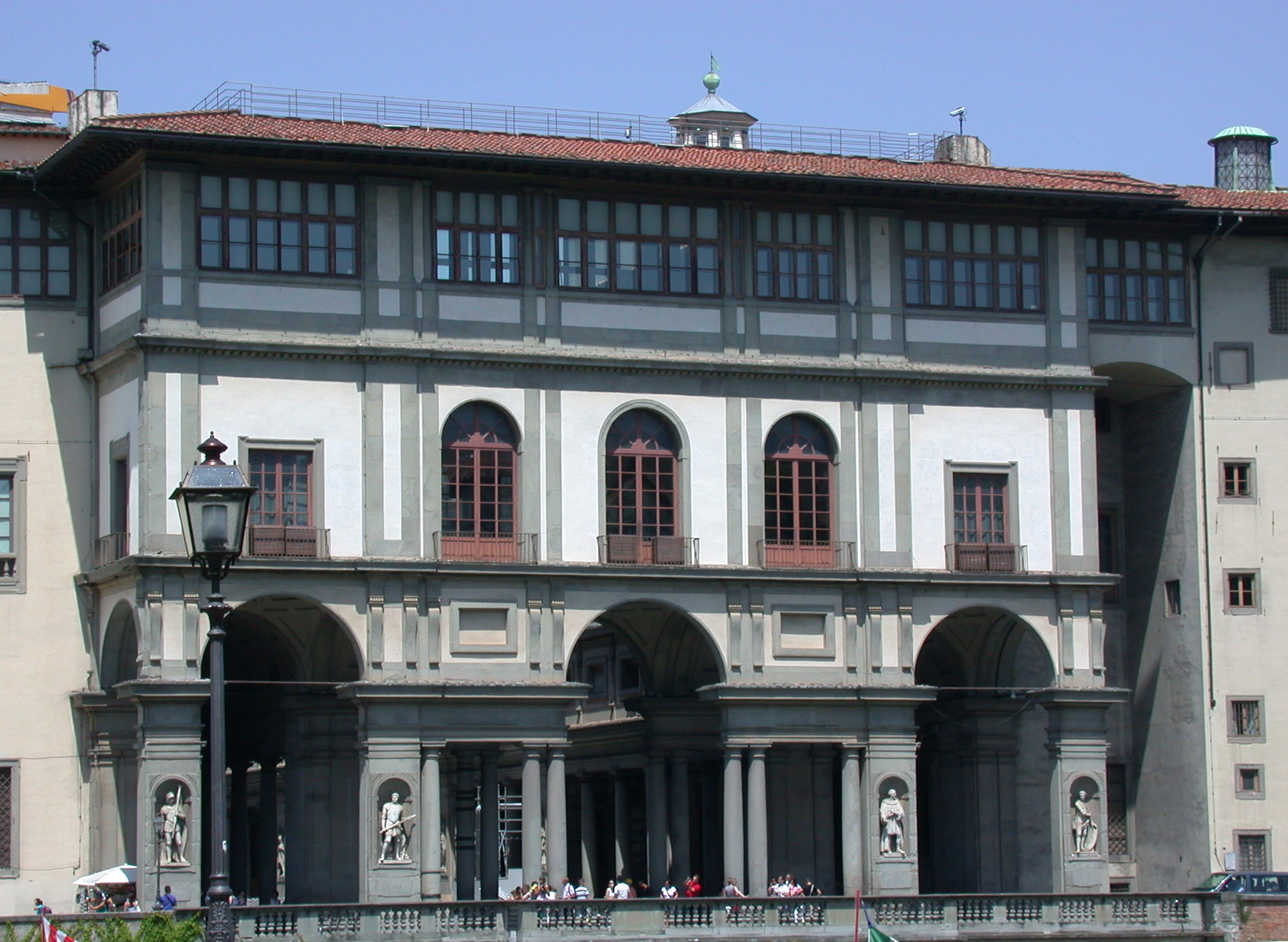
موزه اوفیتزی در فلورانس.

وازاری شاید بیشتر در معماری موفق بود تا در نقاشی. ایوان سر پوشیده او پالاتزو دی اوفیتزی به آرنو باز می‌شود تا ویستا در انتهای حیاط بلند و طولانی خود یک قطعه منحصر بفرد از برنامه‌ریزی شهری که اطراف آن به عنوان یک میدان عمومی است را داشته باشد، جایی که اگر به عنوان یک خیابان کوتاه در نظر گرفته شود به عنوان یکی از خیابان‌های رنسانس بایک معماری یکپارچه منحصر بفرد است.
چشم‌انداز ایوان از سمت آرنو با کریدور وازاری در ابتدا ساختار بسیار کمی از خط رودخانه است که به سمت رود باز هستند و به نظر می‌رسد که به آغوش رودخانه می‌ریزند. وازاری در فلورانس نیز پاساژهای طولانی را ساخت که اکنون کریدورهای وازاری نامیده می‌شوند. جایی که به اوفیزی با پلازو پیتی در سمت دیگر رودخانه متصل است.
راهرو محصور در خشکی در کنار رودخانه آرنو در مقابل پونته وکیو و بادهای خارجی اطراف ساختمان‌های مختلف از روی گذرگاه عبور می‌کند.
او همچنین کلیساهای قرون وسطی، باسیلیکای سنت ماریا نولا و کلیسای سانتا کروچه را بازسازی کرد. در هر دو ساختمان صحنه نمایش اصلی و انبار را حذف کرد و به یکپارچه‌سازی سیستم عامل گروه کر به شیوهٔ یکپارچه‌سازی زمان خودش پرداخت. در سال ۱۵۶۲ وازاری گنبد هشت ضلعی کلیسای بانوی ما در پیستویا را ساخت که نمونه مهمی از معماری رنسانس است.

## نگارخانه

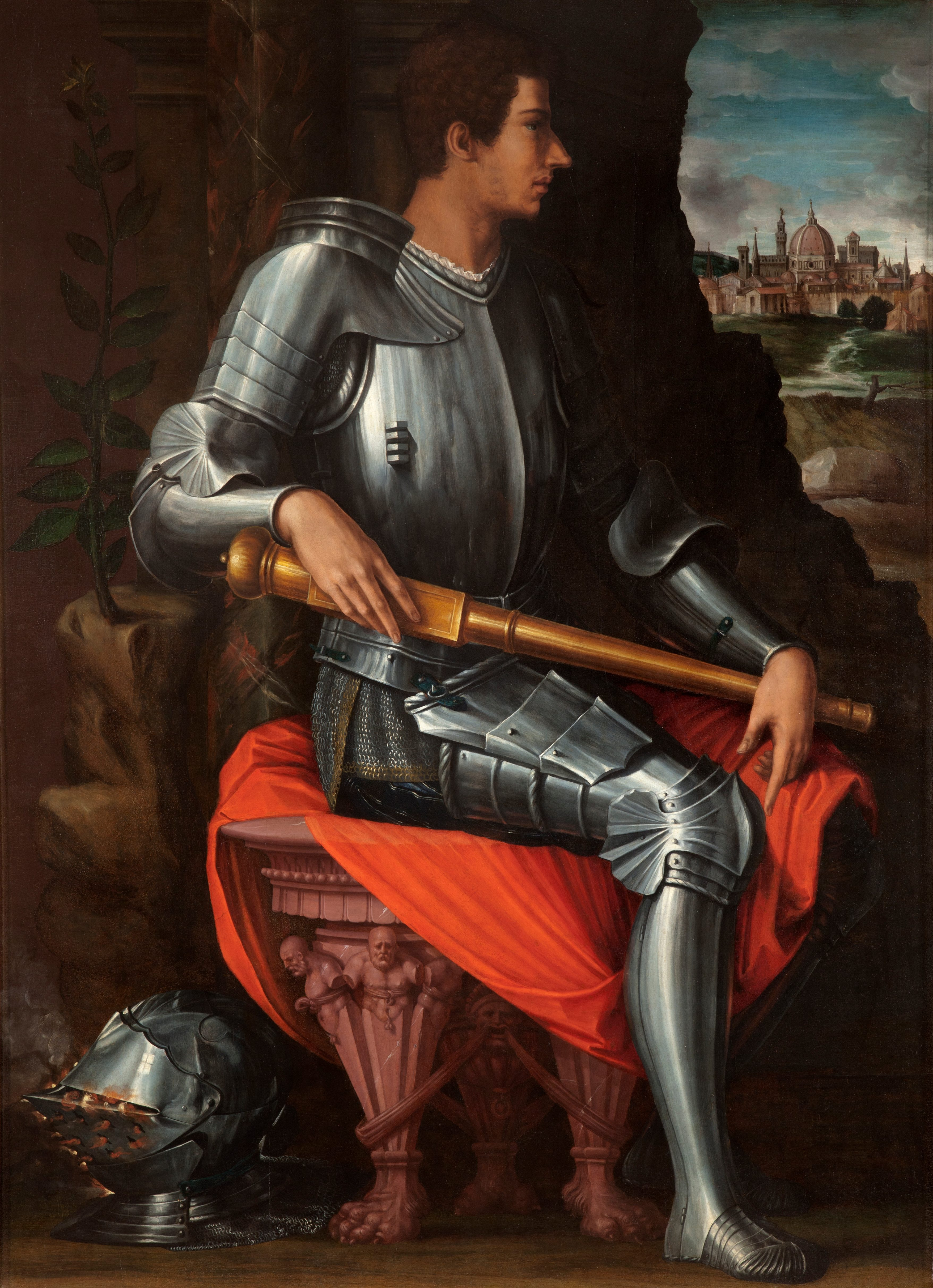
الساندرو د مدیچی در حال استراحت
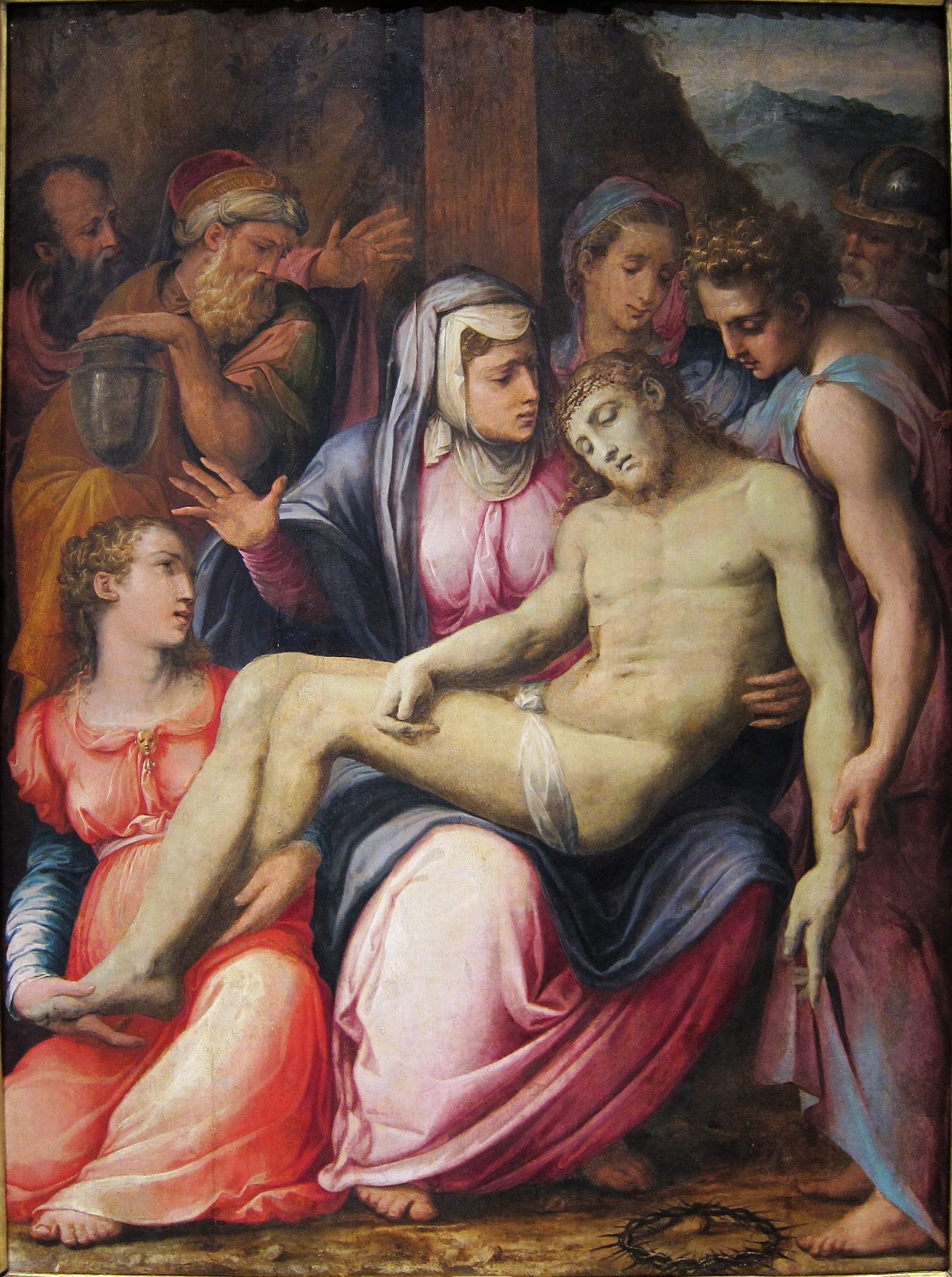
نقاشی مریم مادر عیسی
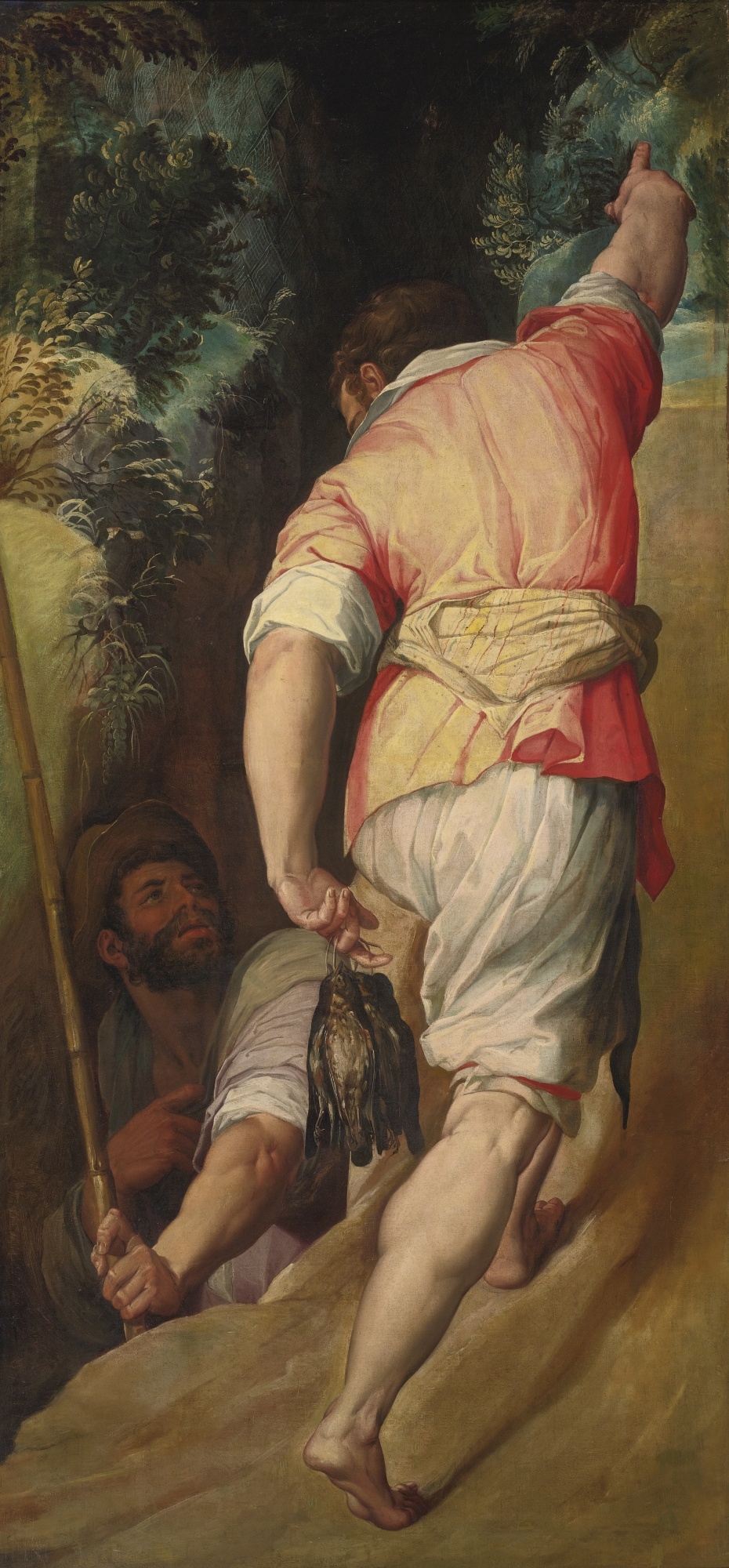
صیادان پرنده
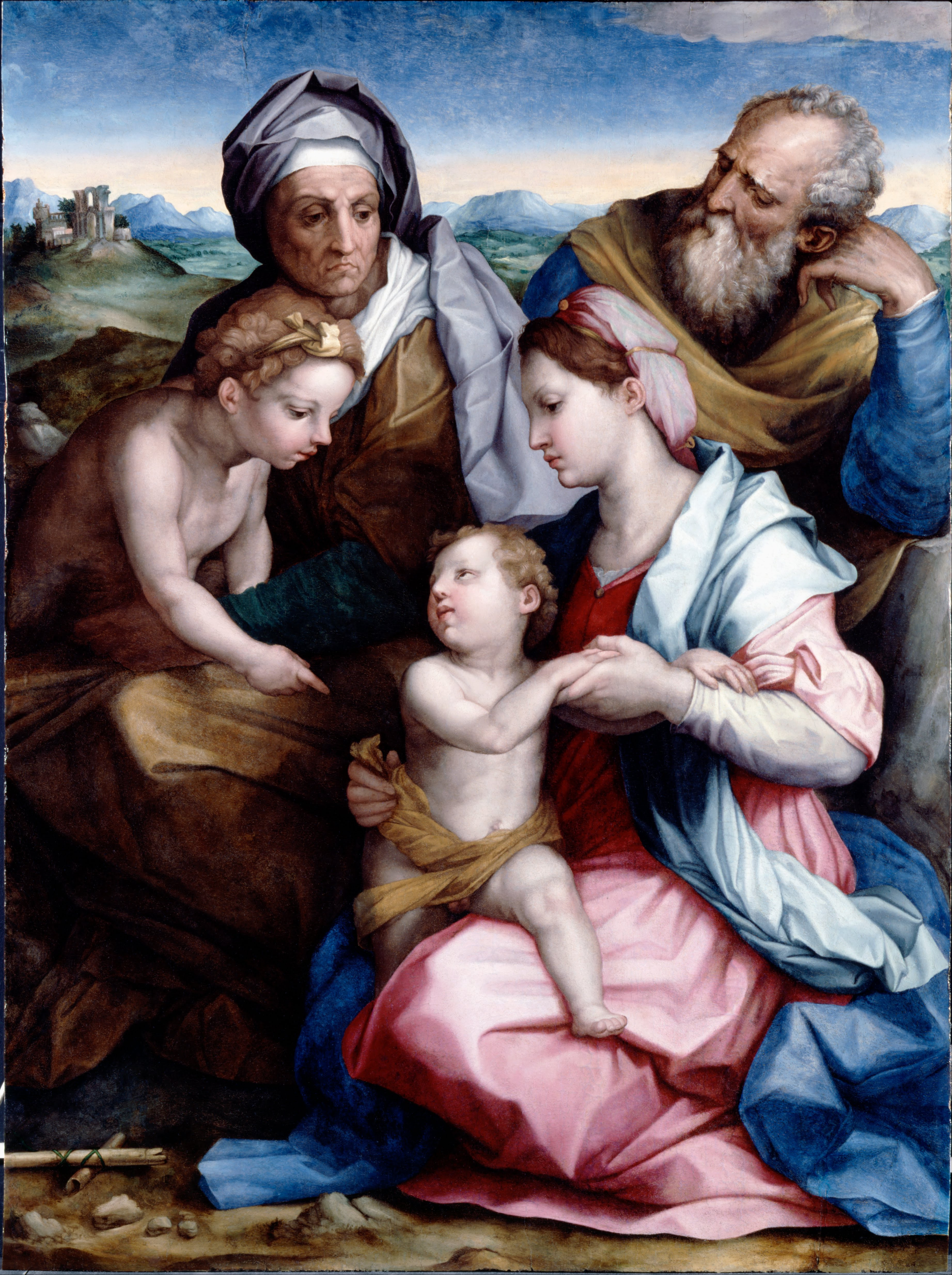
خانواده مقدس، با آندره‌آ سارتو
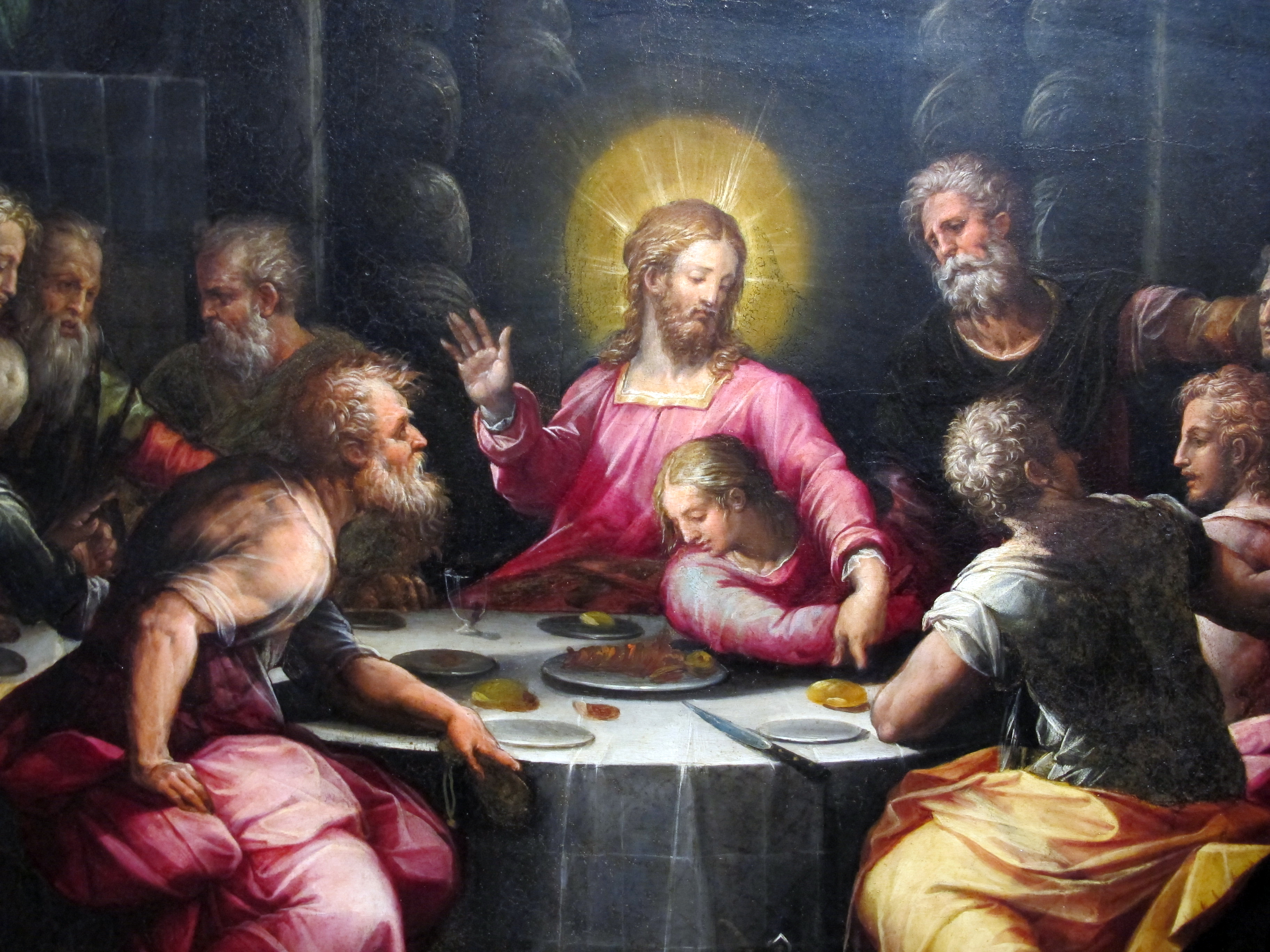
آخرین شام حضرت عیسی باحواریون خود
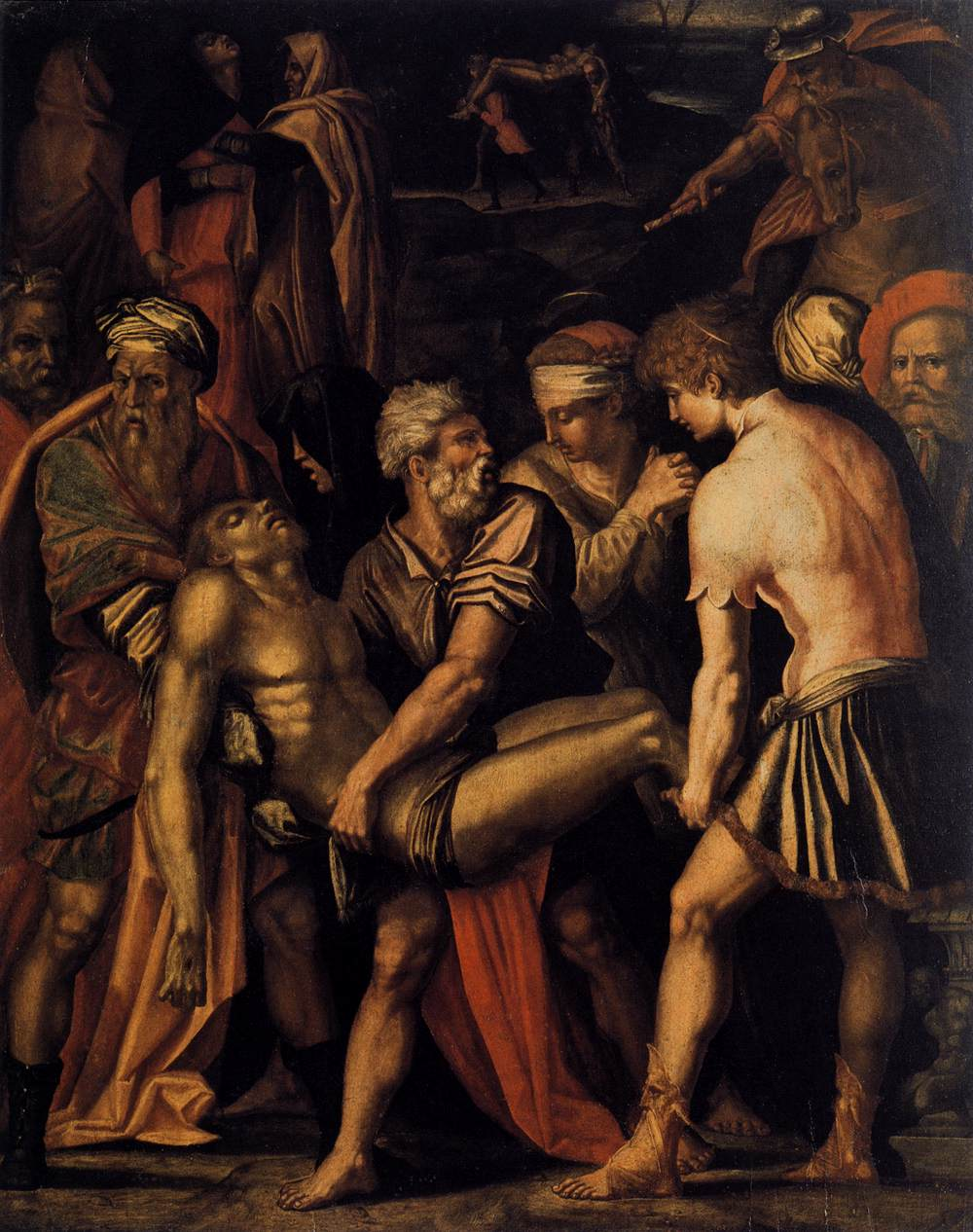
تشییع
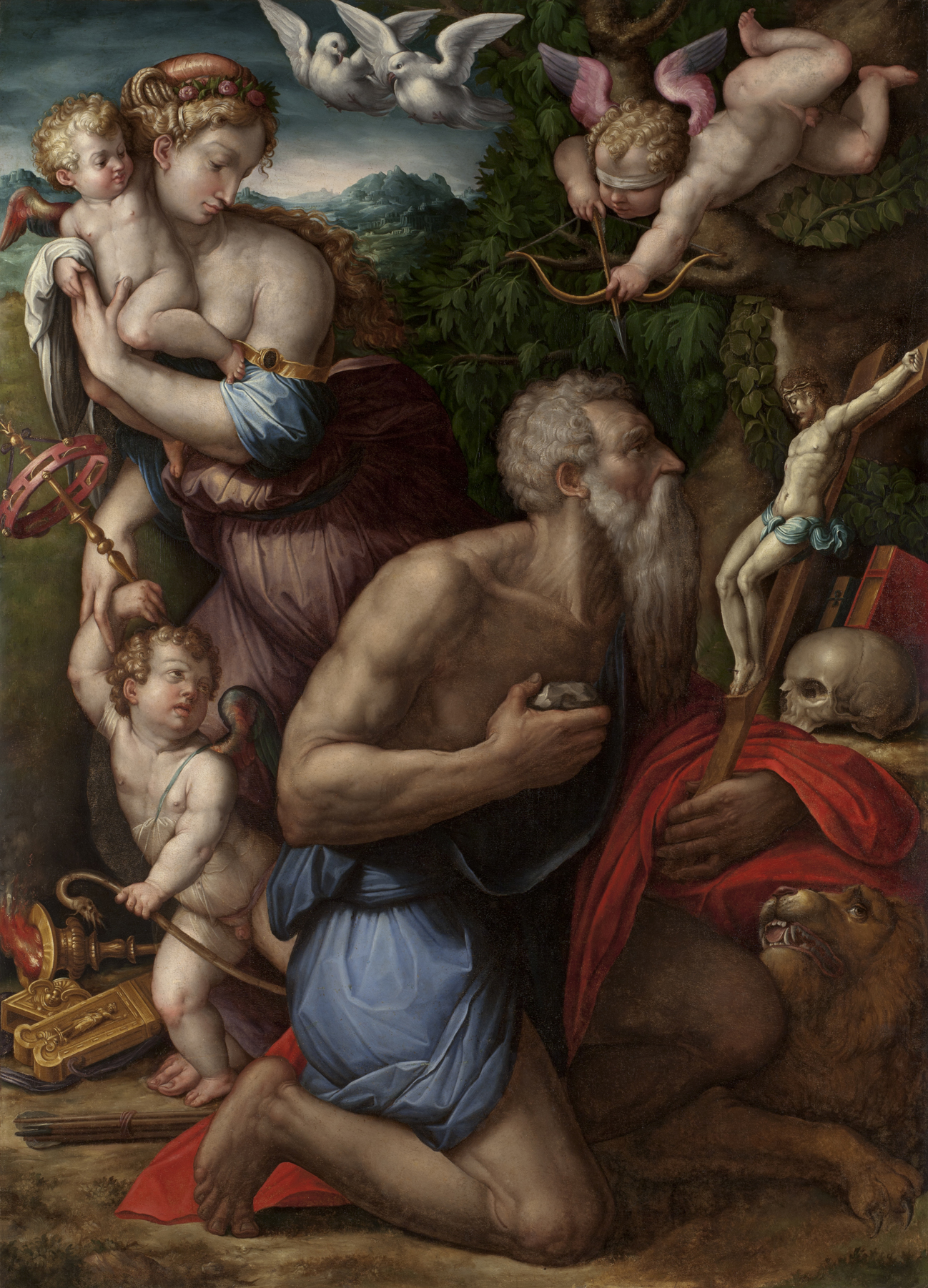
وسوسه‌های سن ژروم
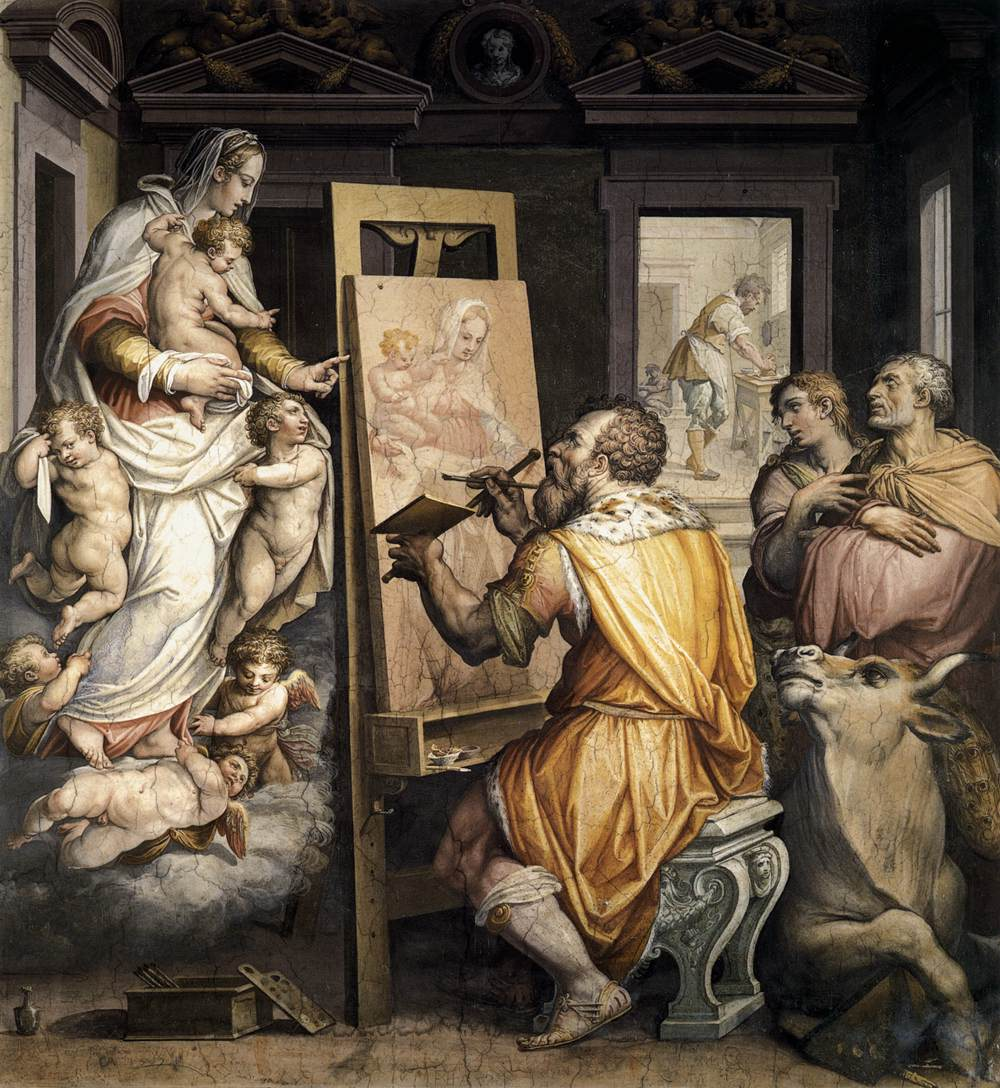
سن لوک مریم باکره را به تصویر می‌کشد
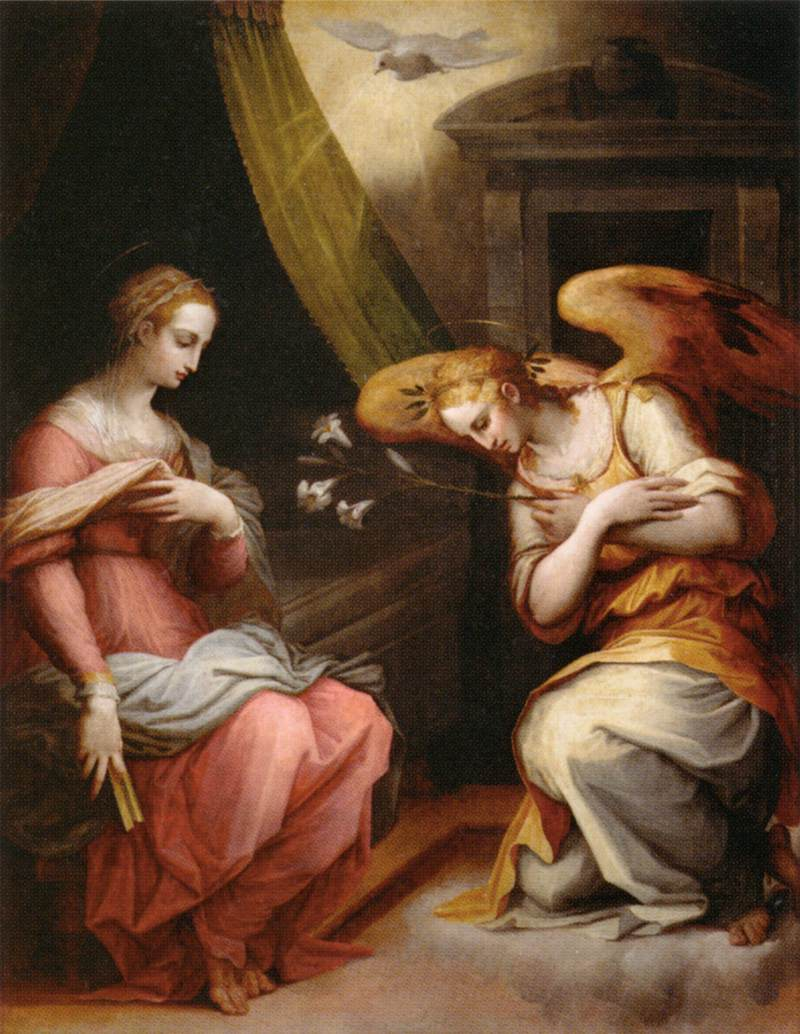
عید تبشیر
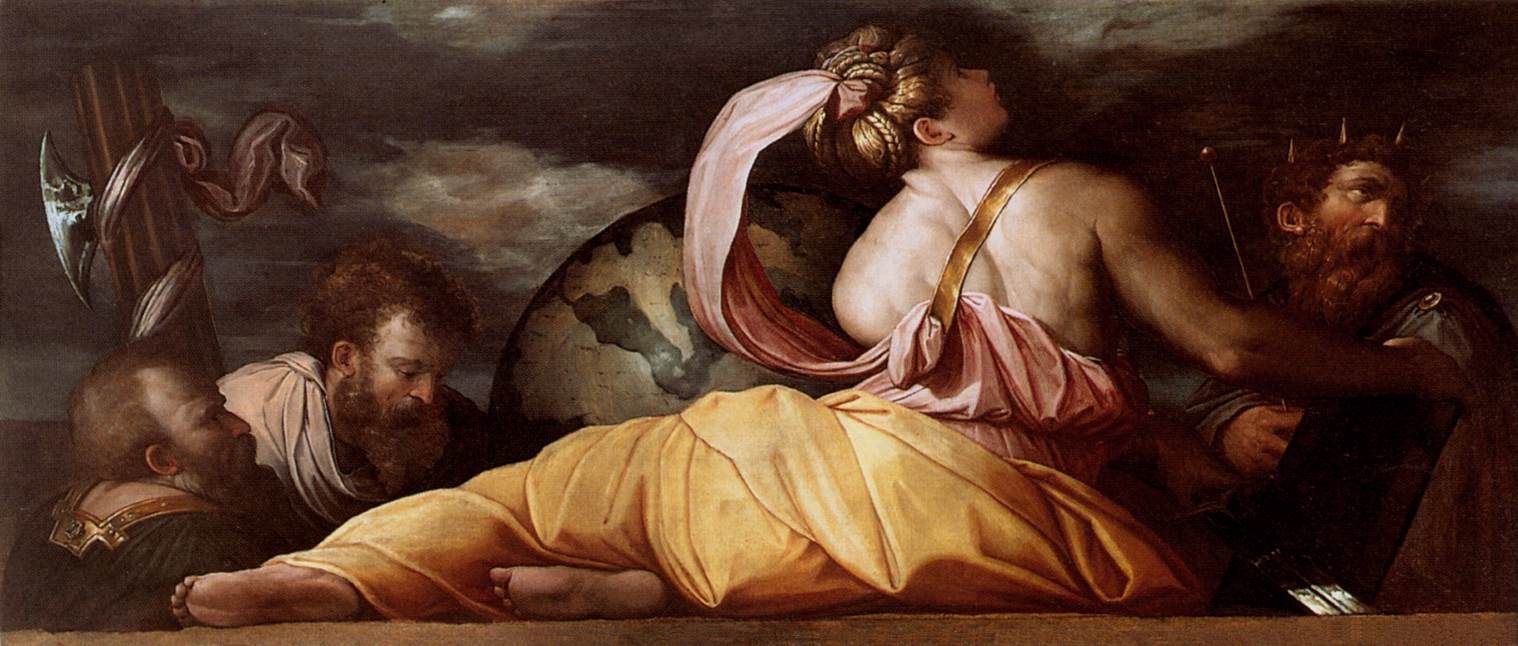
عدالت
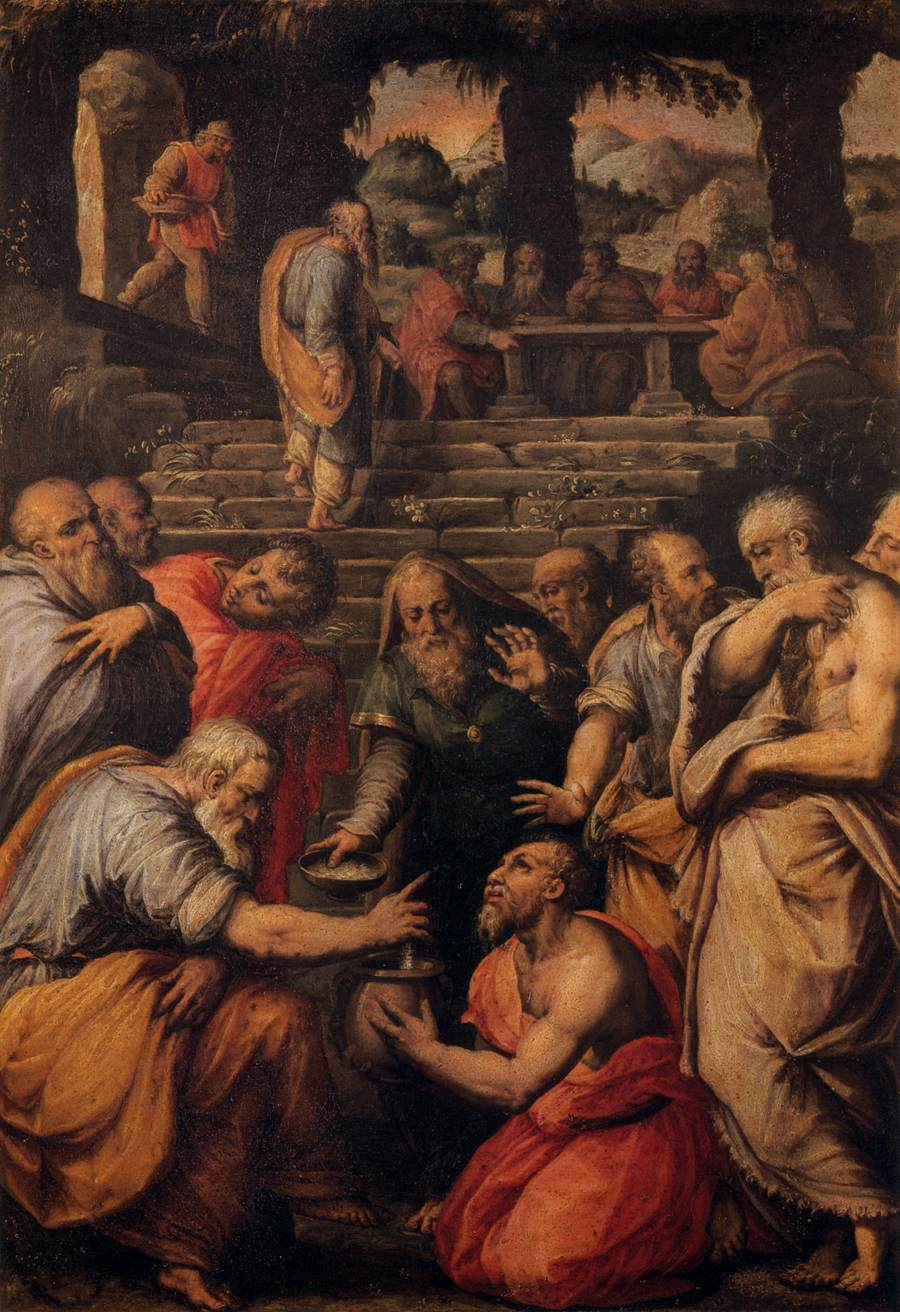
الیشای پیامبر

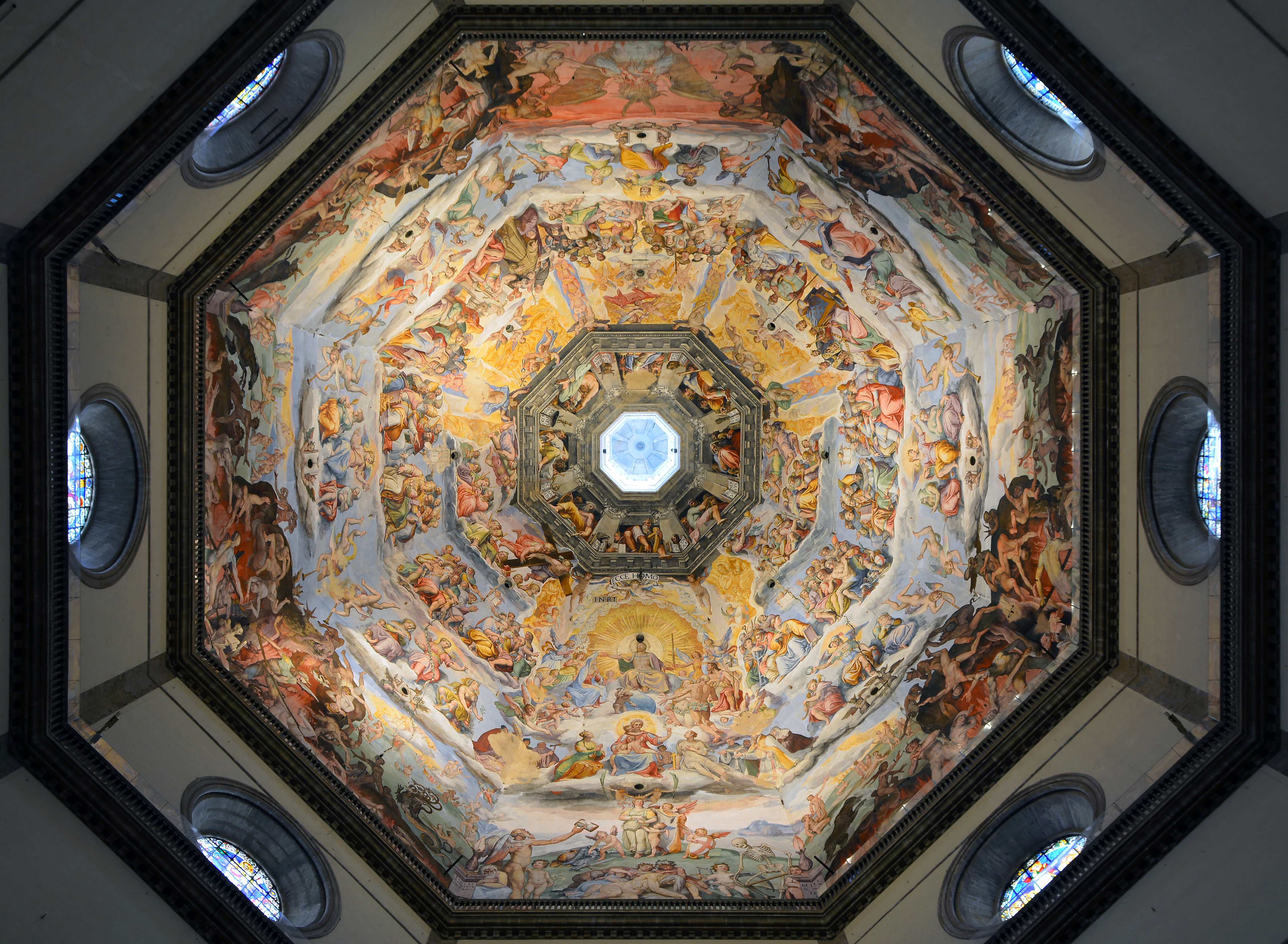
قسمت داخلی گنبد کلیسای جامع فلورانس
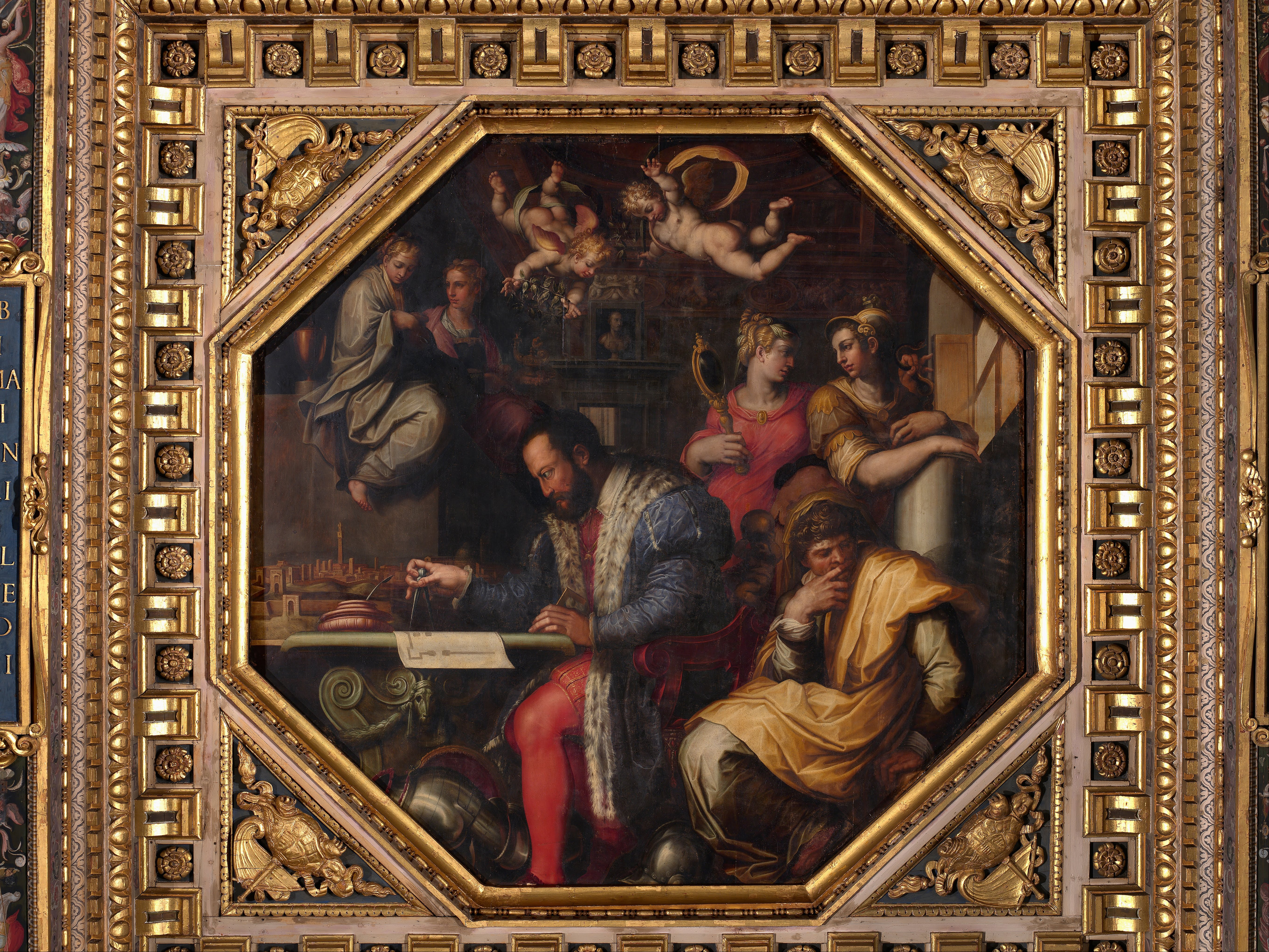
کوزیمو طرح سیه‌نای توسکانی را در دست دارد
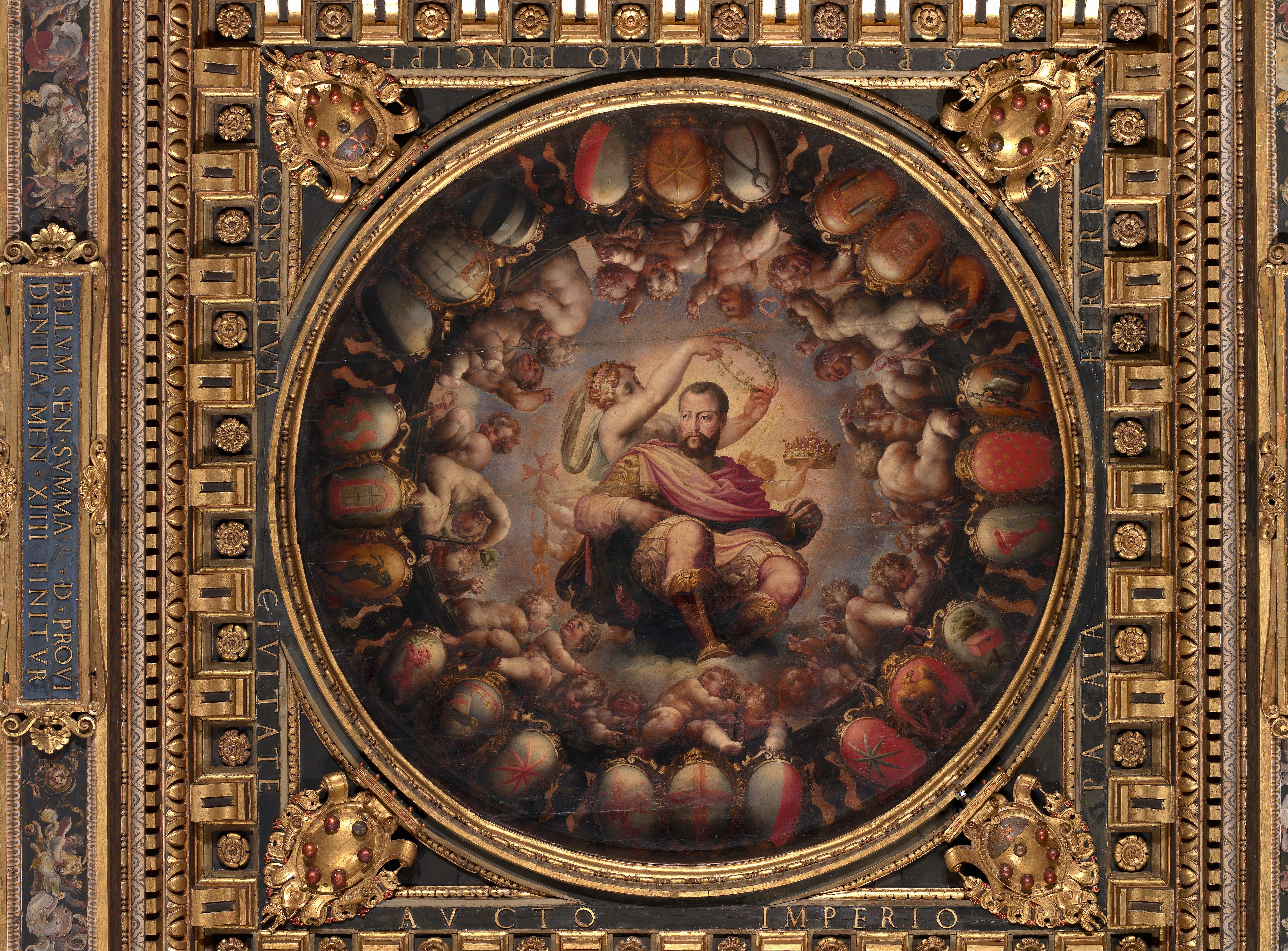
ستایش اغراق آمیز کوزیموی اول
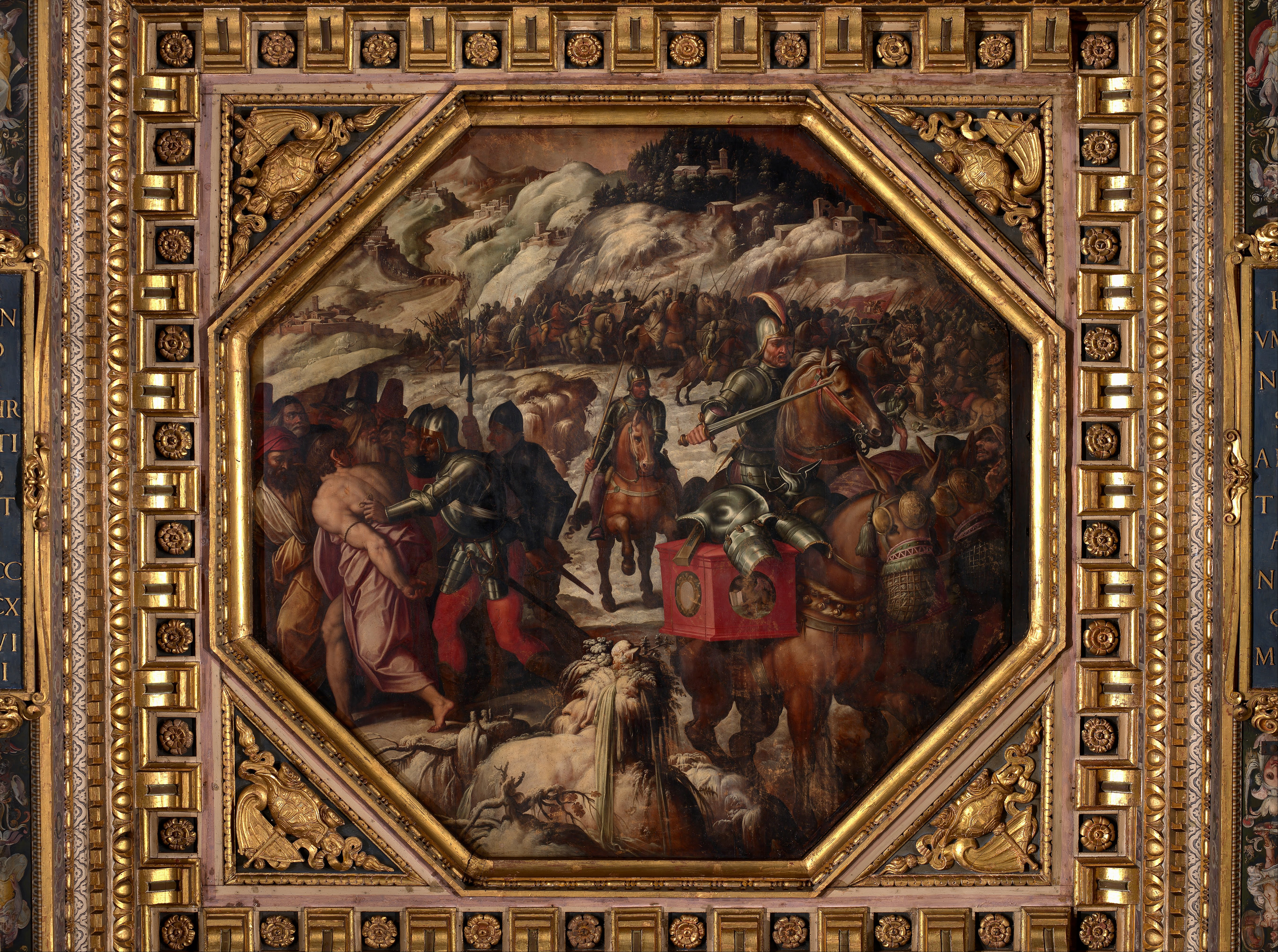
شکست ونیزی‌ها در کازنتینو

کتاب های مجموعه نقاشی های جمع اوری شده توسط جورجو وازاری
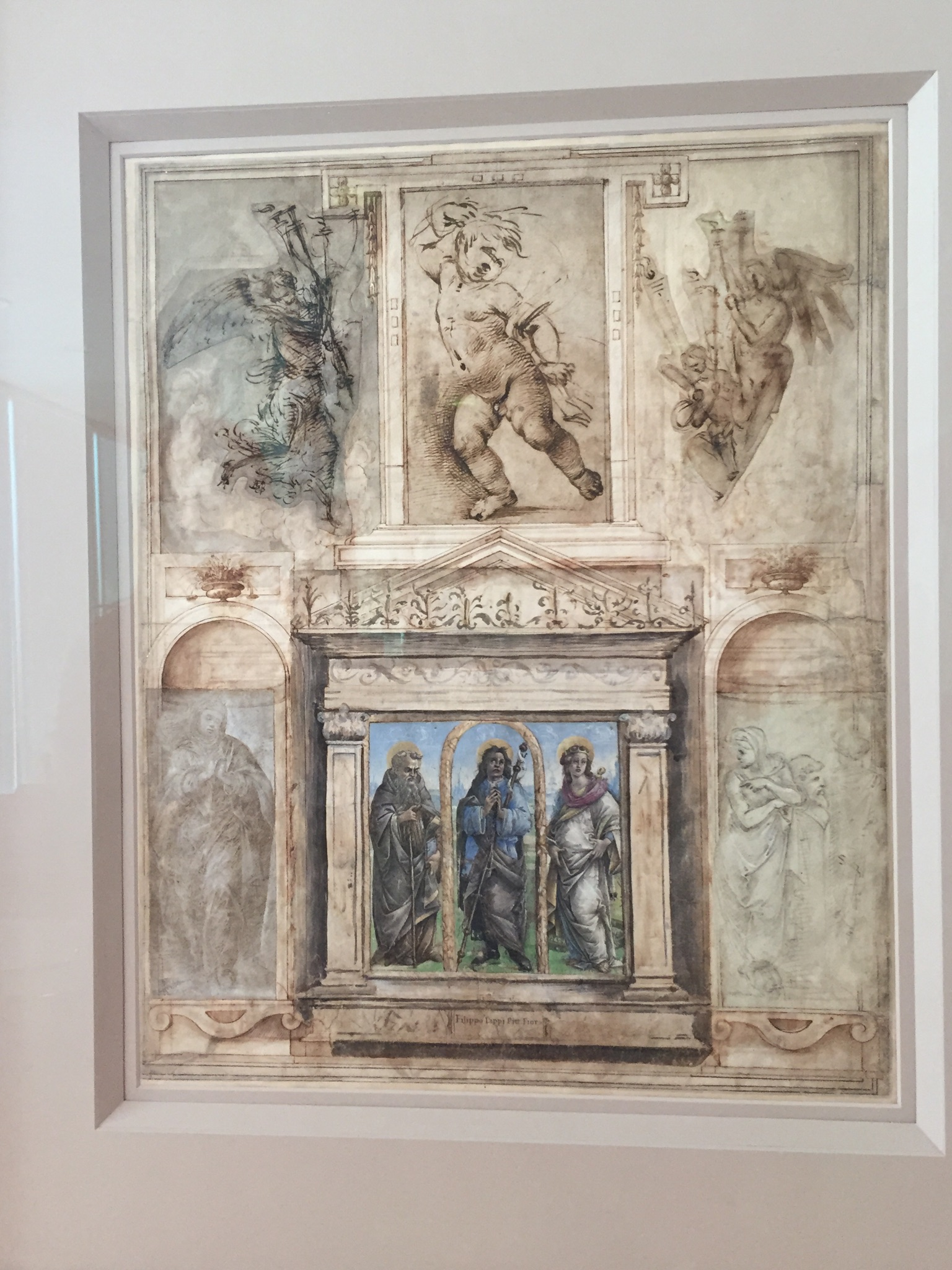
جورجیو وازاری با نقاشی‌های فیلیپینو لیپی، بوتیچلی و رافائلینو دل گاربو
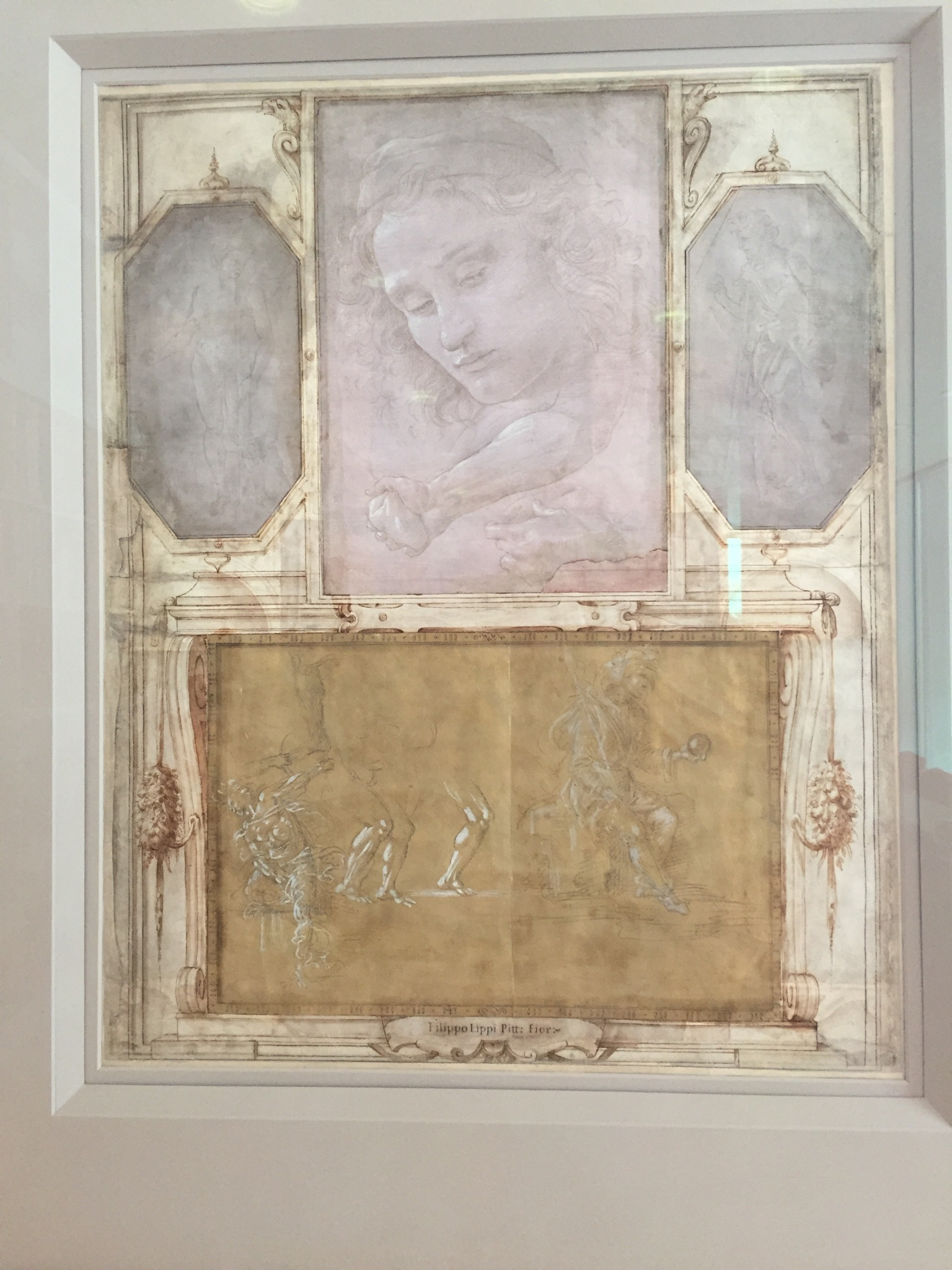
جورجیو وازاری با نقاشی‌های فیلیپینو لیپی، بوتیچلی و رافائلینو دل گاربو
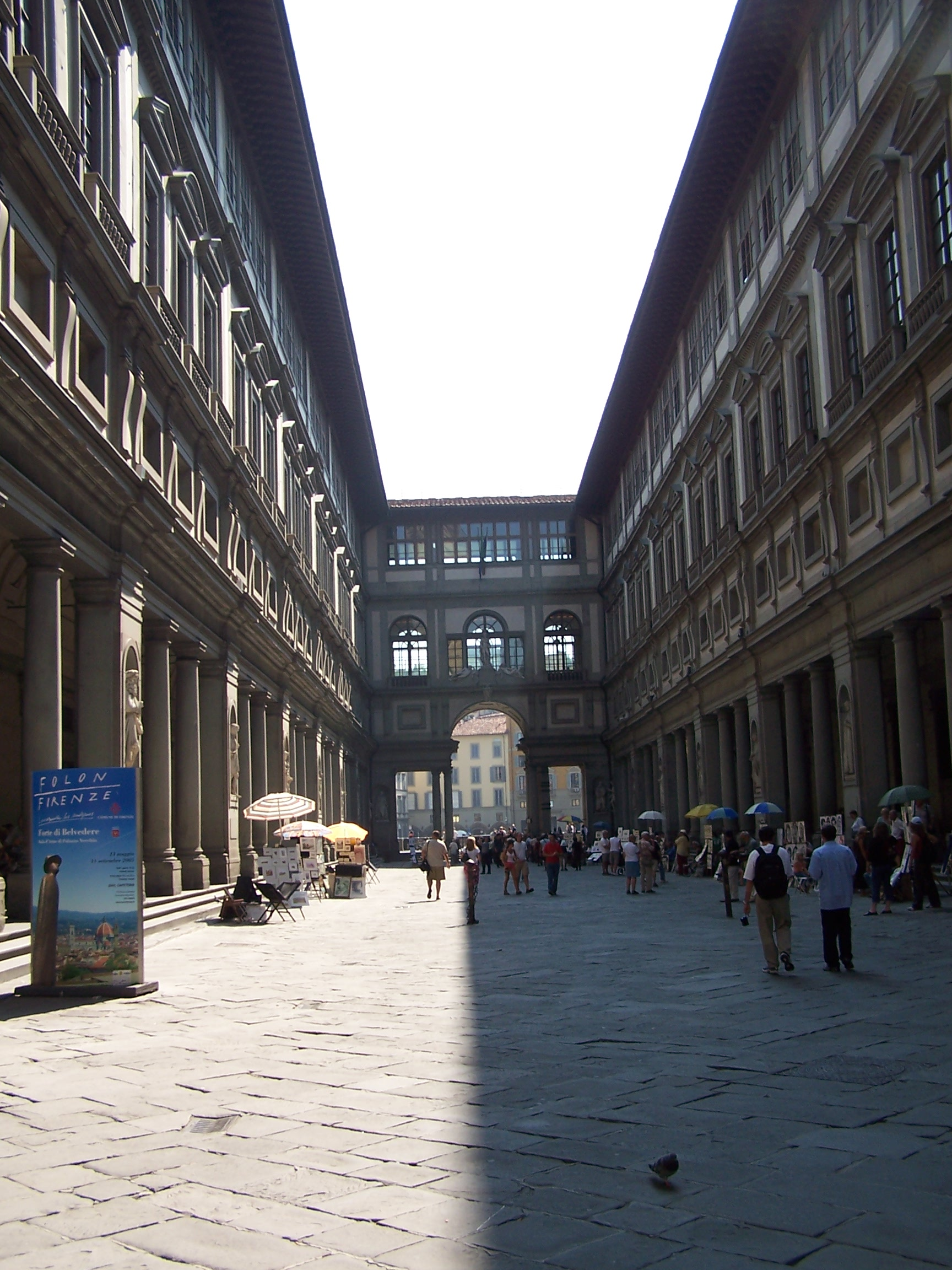
ستون‌ها و ایوان‌های مسقف اوفیتزی
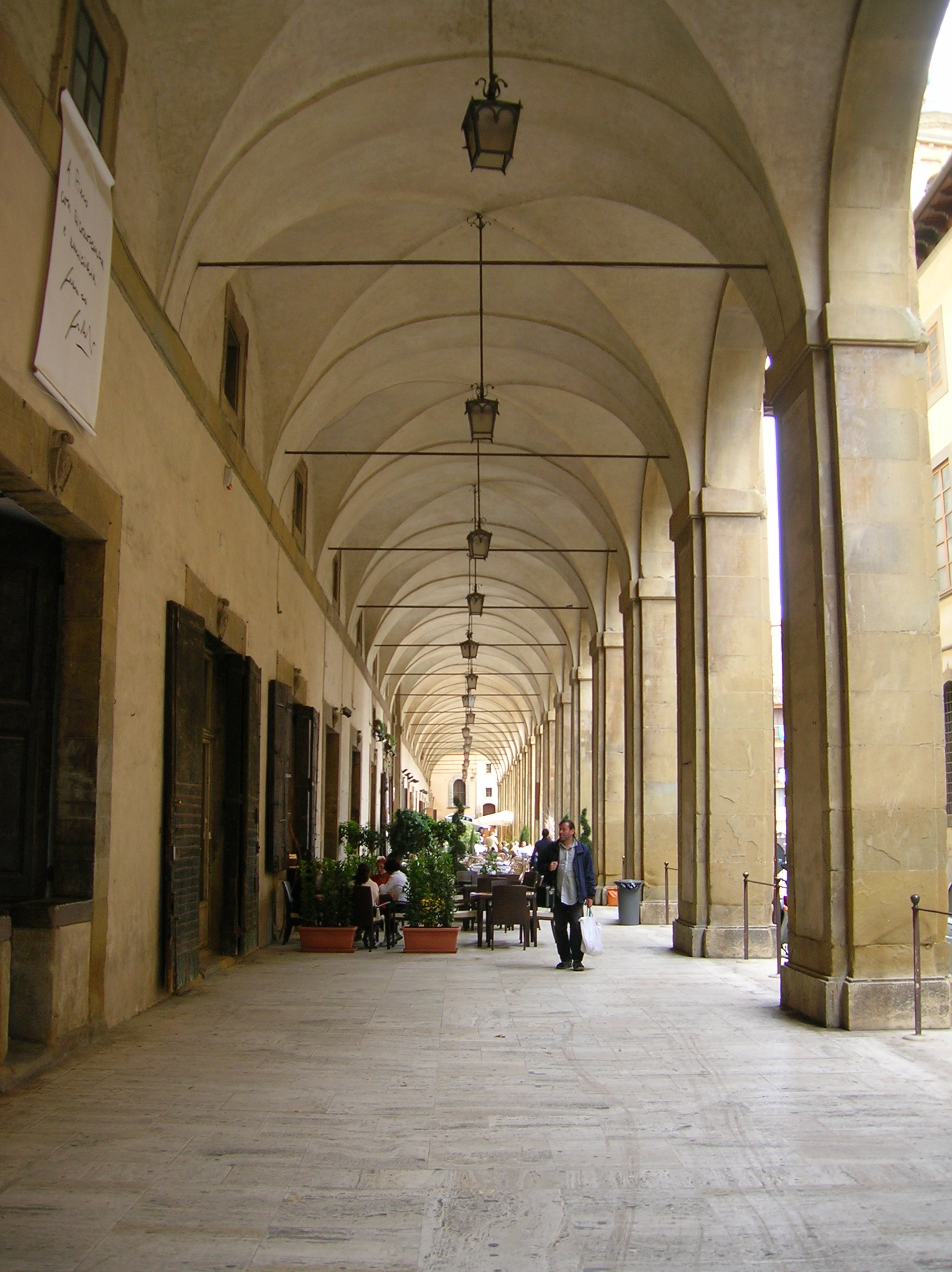
ایوان مسقف وازاری در آرتزو
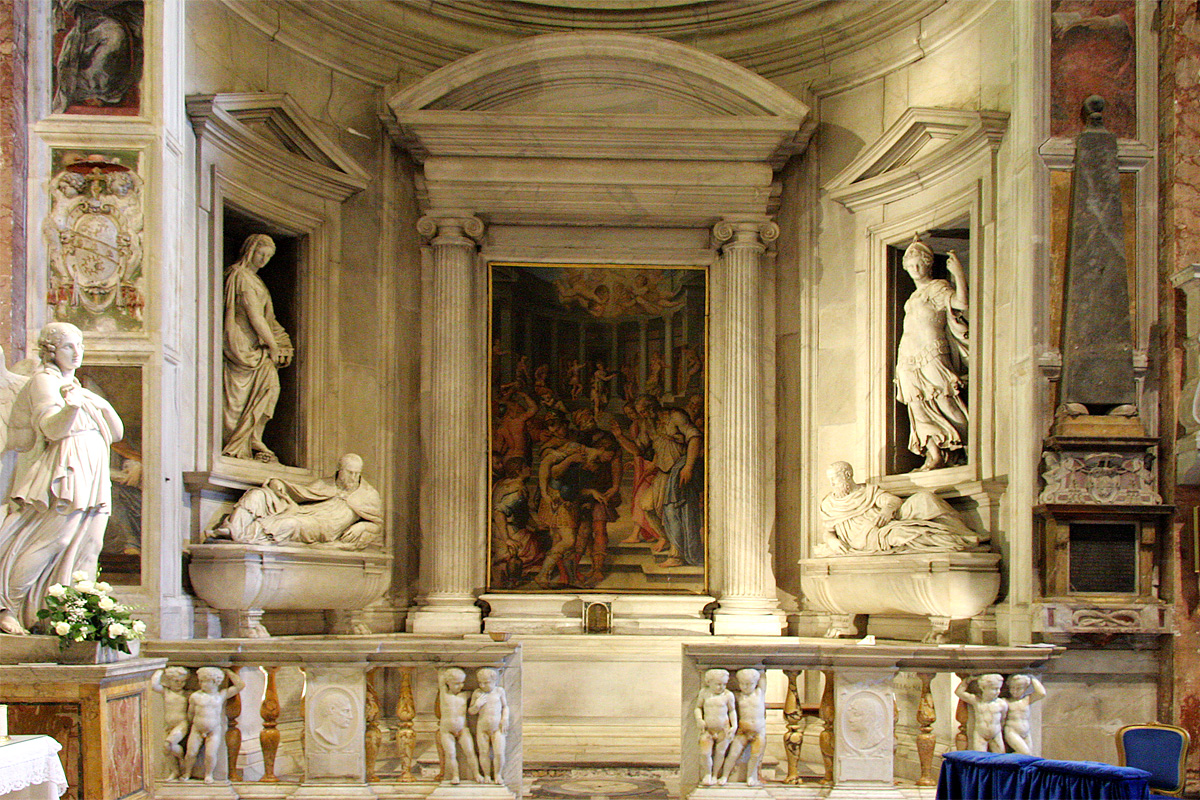
پیه تری مونتوریو، رم
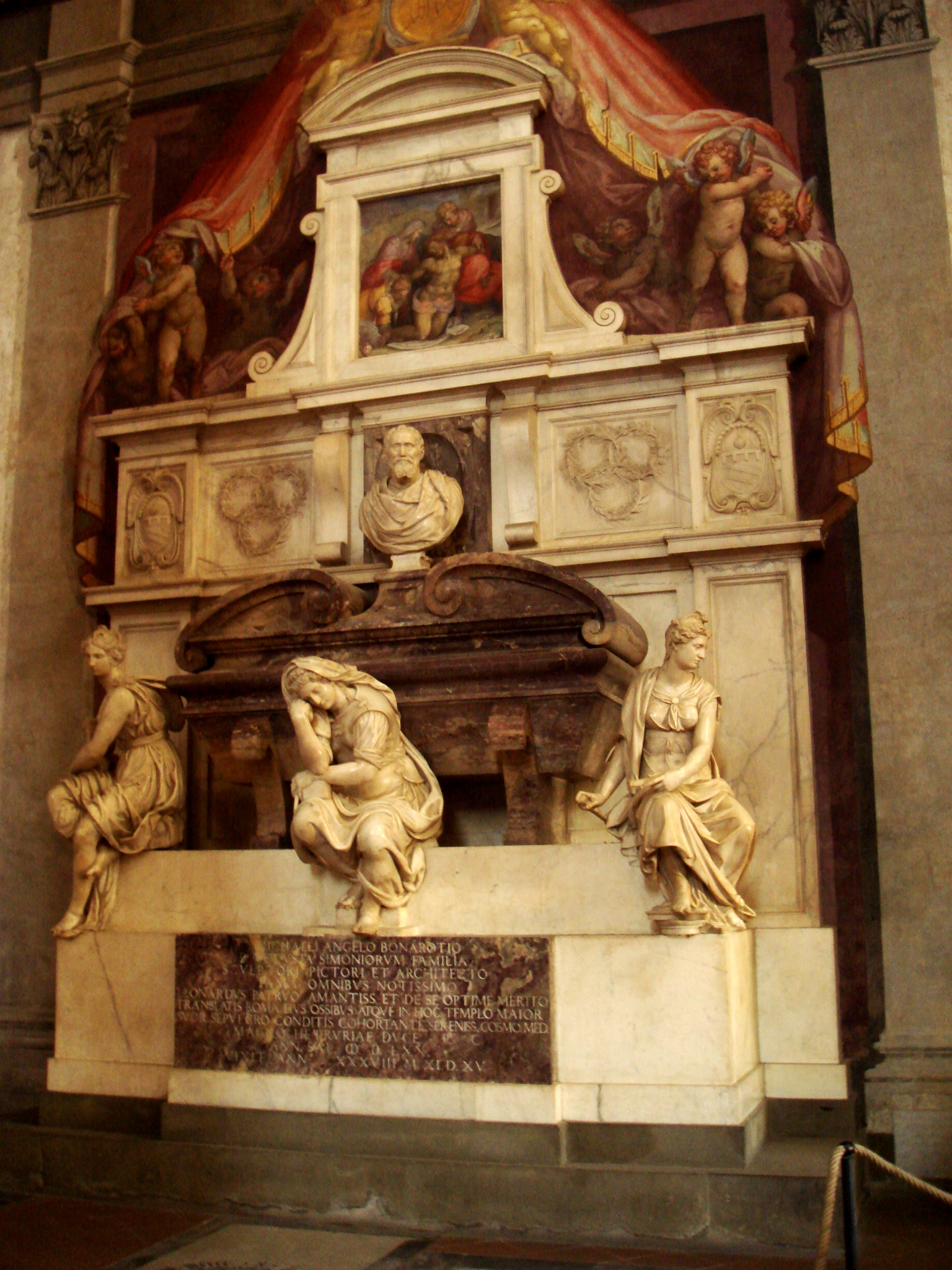
مقبره میکل آنژ
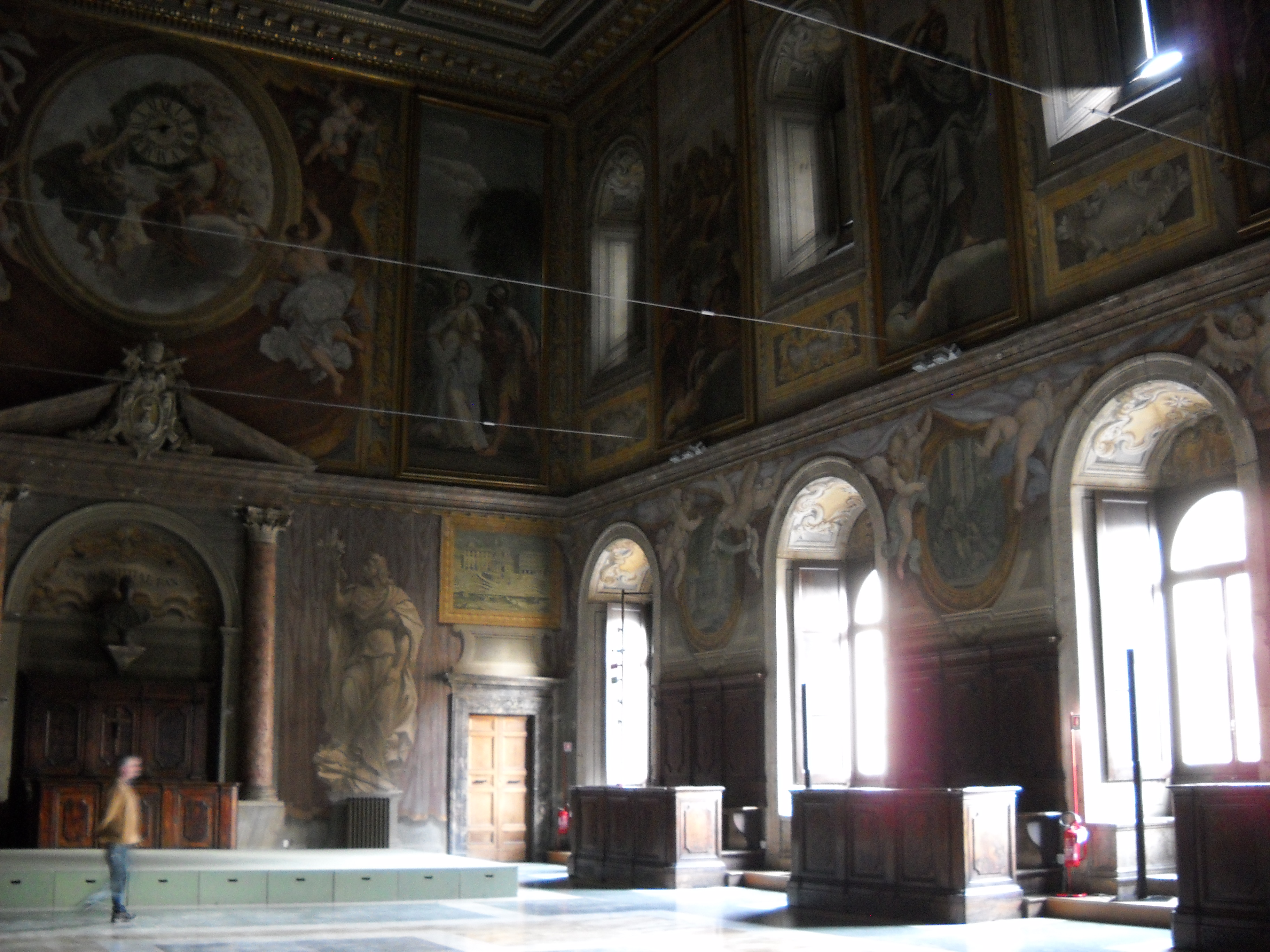
سالن دی چنتو جورنی - جورجو وازاری - ۱۵۴۷ - کاخ صدراعظم
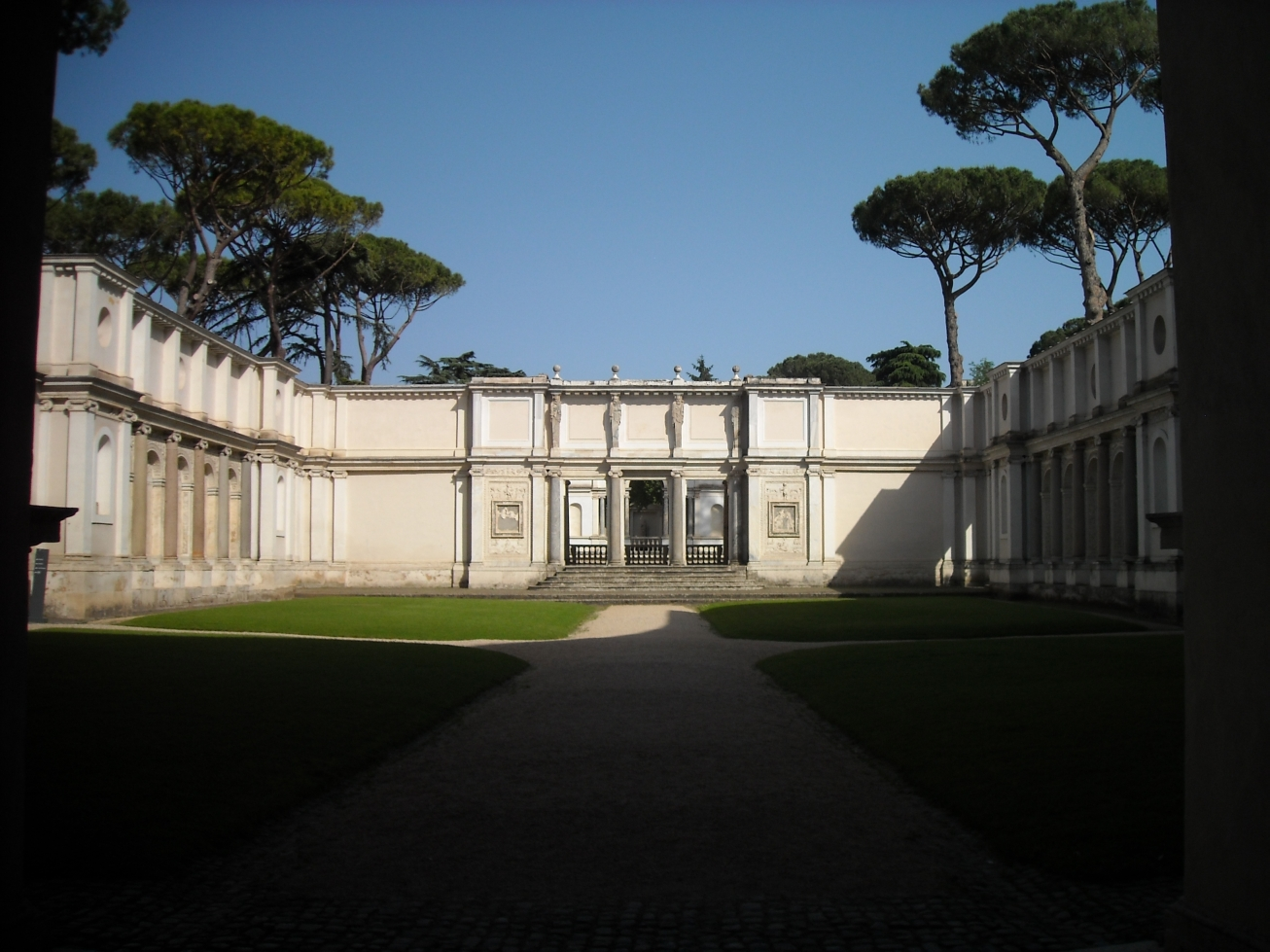
ویلا جولیا - دربار - واساری - وینیولا
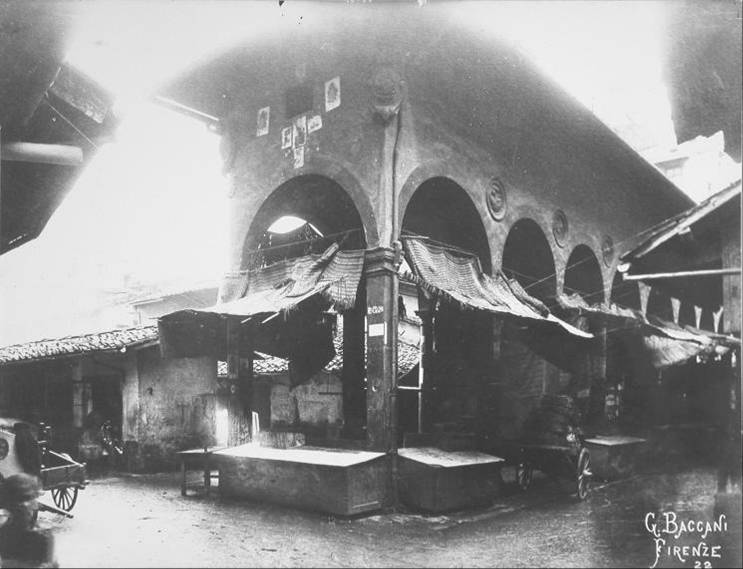
بخشی از منطقه بازار قدیمی، فلورانس، درست قبل از تخریب آن در دهه ۱۸۸۰